# Селиверстов, Николай Сергеевич
Николай Сергеевич Селиверстов — российский художник-монументалист.

## Биография
Родился 8 февраля 1978 года в Челябинске в семье заслуженного деятеля культуры художника Селиверстова Сергея Васильевича.
В 1993 году окончил художественную школу, и поступил в Челябинское художественное училище.
В 1998 году получил диплом с отличием об окончании Челябинского Художественного училища.
В 2000 году поступил в Московский государственный академический художественный институт имени В. И. Сурикова (в монументальную мастерскую под руководством народного художника Российской Федерации, академика РАХ, профессора Максимова Е. Н.).
В 2006 году окончил МГАХИ им. В. И. Сурикова (монументальную мастерскую под руководством Е. Н. Максимова).
В 2003—2004 годах участвовал в реставрационных работах — поновление, восстановление росписей Спасо-Преображенского собора Валаамского монастыря.
В 2004 году — роспись церкви Николая Чудотворца в г. Карачев Брянской области.
В 2005 году расписал апартаменты настоятеля и помещение иконной лавки при церкви Святой Троицы на территории НИИ им. Склифосовского.
В 2006 году роспись центральной апсиды алтаря церкви Рождества Богородицы в Крылатском (Москва).
В 2007—2008 годах — роспись центрального пространства — четверика и алтаря храма Св.мч. Георгия Победоносца (Рождества Пресвятой Богородицы) в Ендове, подворье Соловецкого монастыря в Москве.
В 2009—2010 годах Роспись. Храм Христа Спасителя. Храм Рождества Христова.
В 2009—2010 годах Роспись. Нижний Храм Преображения Господня комплекса Храма Христа Спасителя.
В 2011—2012 Роспись. Кронштадтский Морской собор во имя Святителя Николая Чудотворца.
В 2019—2020 Мозаика. ГЛАВНЫЙ ХРАМ ВООРУЖЕННЫХ СИЛ РОССИИ.
Большое влияние на становление Селиверстова Н. С. как художника-монументалиста оказали преподаватели мастерской — Лубенников Иван Леонидович, Корнаухов Александр Давыдович и Гавриляченко Сергей Александрович.

## Выставки
В 2001 году — участник выставки «У стен древнего Кремля» г. Коломна.
В 2002 году — участие в выставке молодых художников «Мой город…Прощай? Здравствуй?» в г. Челябинске.
В 2005 году — участник выставки МОСХ России «Молодежная-25» г. Москва.
В 2005 году участвовал в Арт-Фестивале «Парад Коров Москва-2005».
В 2007 году — участие во всероссийской художественной выставке «Молодые художники России».
В 2007 году — участник выставки «Возрождение храмов России» (Москва).
В 2007 году участие в выставке «Духовное возрождение» в залах РАХ г. Москвы.

## Станковая живопись
- «Зимой» 1998 г. х.м. 63,5х30
- «Тихий вечер» 2002 г., х.м. 77х30
- «Просторы» 2002 г. х.м. 100х30
- «Монастырская стена. Боровск» х.м. 40х27
- «Колокольня Пафнутий-Боровского монастыря» 2002 г. х.м. 29х80
- «Сумерки. О.Валаам» 2003 г. х.м. 41х36,5
- «Ледовый поход» 2004 г. х.м. 70х60
- «Линия обороны Манергейма» 2005 г. х.м. 134,5х45

## Галерея

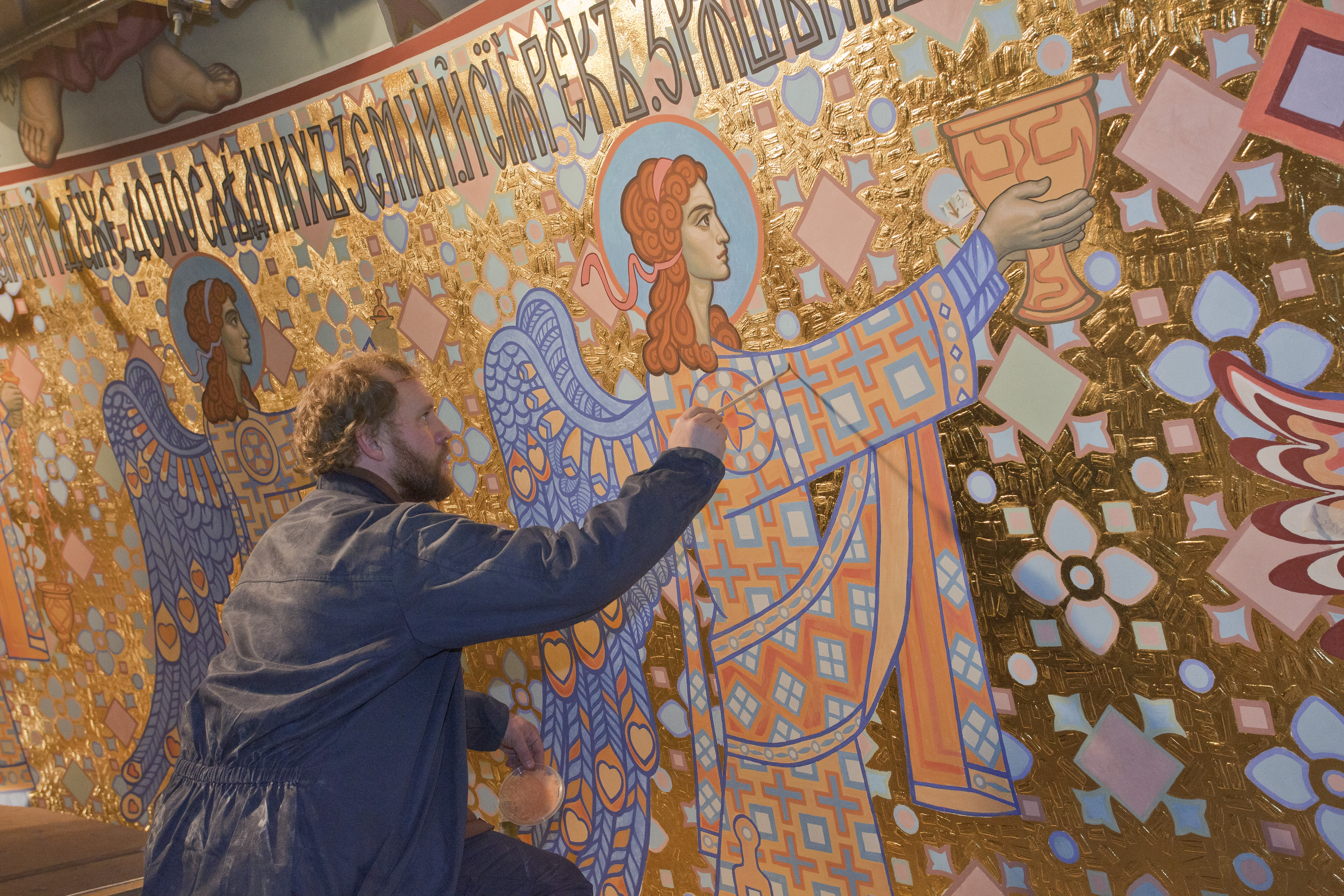
Николай Селиверстов в работе
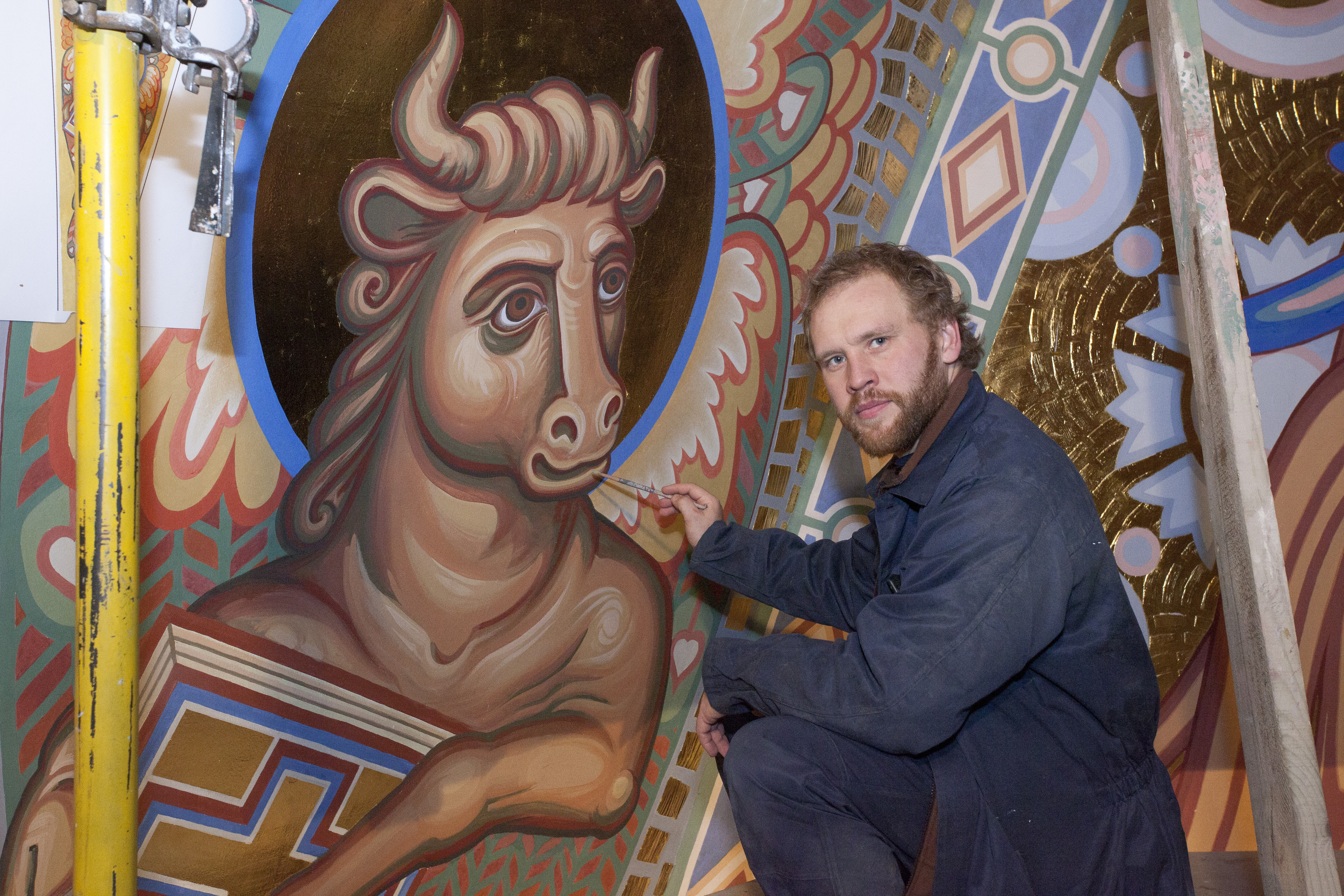
Роспись
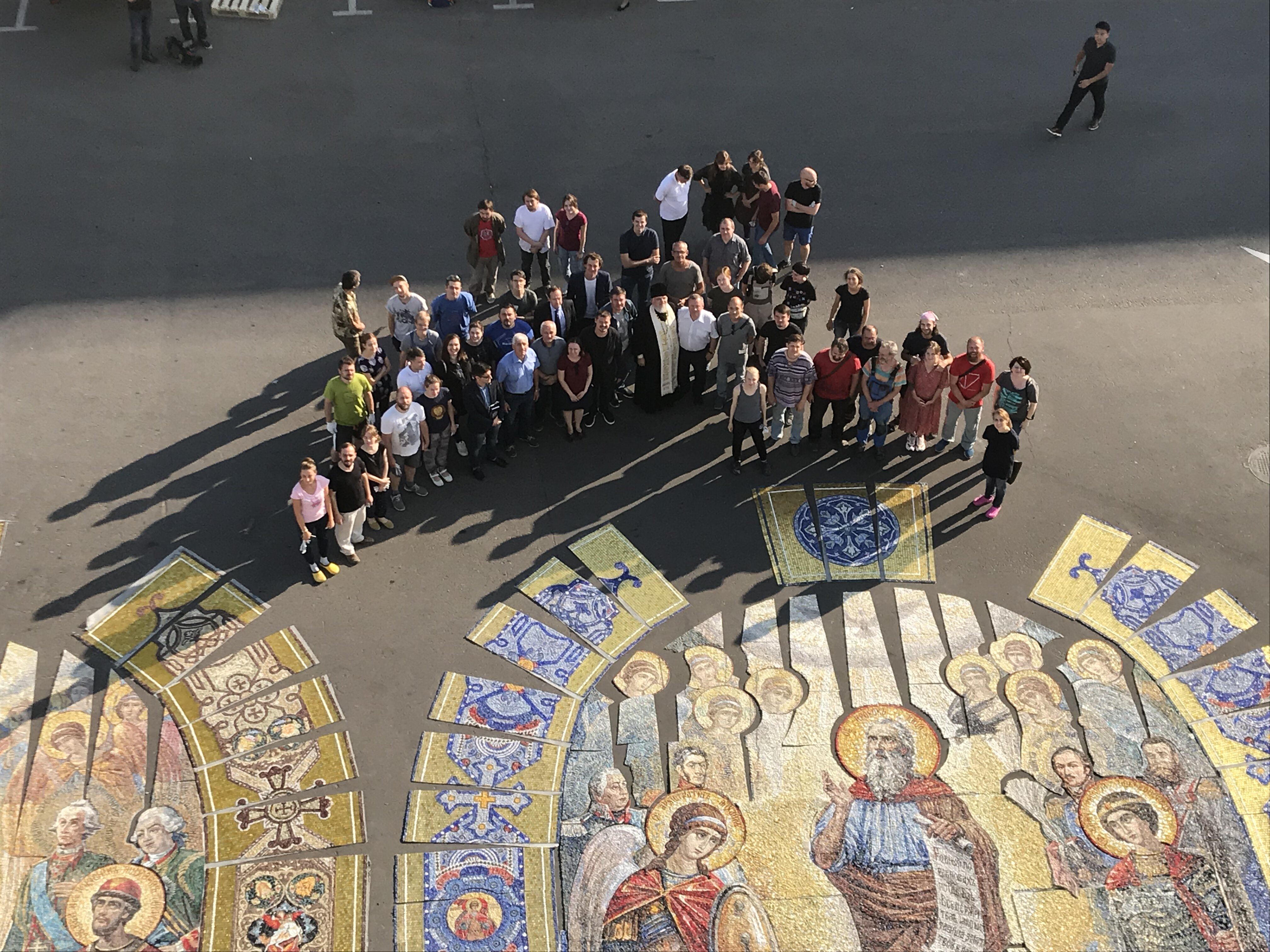
Мозаика для Главного Храма Вооруженных Сил России
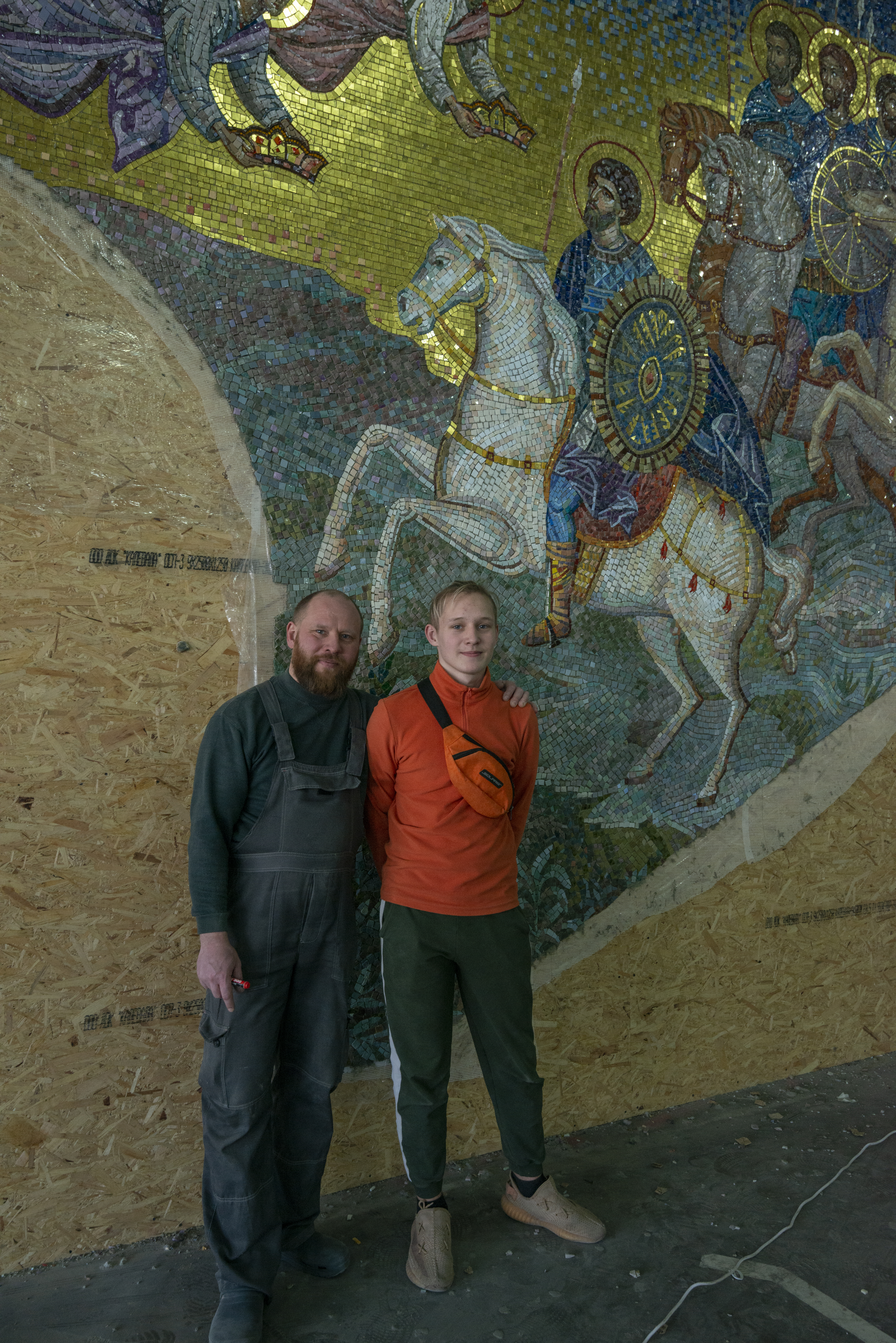
С сыном Тимофеем Селиверстовым на фоне своей работы